# Incilius majordomus
Incilius majordomus é uma espécie de anfíbio anuro da família Bufonidae. É endémica do Panamá.